# Исаева, Надира Рашидовна
Надира Рашидовна Исаева (род. 29 июля 1979, Чёрный Яр, Астраханская область) — российская журналистка. Главный редактор газеты «Черновик» (до 2011 года). С 2012 года — научный сотрудник Института Гарримана (США). Лауреат Международной премии за свободу прессы Комитета защиты журналистов (2010).

## Биография
Родилась 29 июля 1979 в селе Чёрный Яр Астраханской области. По национальности — лачка, мусульманка по вероисповеданию.
Окончила Дагестанский государственный университет по специальности «финансист», а затем поступила на аспирантуру Дагестанского государственного университета народного хозяйства, где преподавала «аудит» в течение полутора лет.
В октябре 2004 года стала редактором экономического отдела газеты «Черновик». Спустя полтора года её пригласили работать в аналитическое управление в администрации президента, однако проработав там восемь месяцев, она вернулась в «Черновик», став главным редактором издания. В своих материалах критиковала непродуктивную тактику ФСБ в ходе борьбы с терроризмом на Северном Кавказе.
Летом 2008 года Следственный комитет при прокуратуре Российской Федерации по Дагестану возбудил в отношении Исаевой уголовное дело из-за экстремистской деятельности. Причиной возбуждение уголовного производства по части 2 статьи 280 УК РФ (публичные призывы к насильственному изменению конституционного строя РФ с использованием СМИ) и части 1 статьи 282 УК РФ (возбуждение национальной, расовой или религиозной вражды) стала статья «Террористы номер один» от 4 июля 2008 года, где по данным правоохранителей, содержалось обращение террориста Раппани Халилова. По словам Надировой, главной причиной возбуждения уголовного дела стало желание закрыть газету «Черновик». Обеспокоенность преследованием Исаевой выразила партия «Справедливая Россия». В феврале 2009 года данные обвинения были также выдвинуты другим журналистам «Черновика» — Магомеду Магомедову, Тимуру Мустафаеву и Биякаю Магомедову.
18 мая 2011 года Ленинский районный суд города Махачкалы вынес оправдательный приговор четырём журналистам, освободив их из-под стражи по всем предъявленным им обвинениям. После этого Исаева объявила, что покидает пост главного редактора и заместителя главреда «Черновика».
В ноябре 2011 года Исаева покинула Дагестан из-за публикации её личной переписки с мужем, отбывавшим заключение в Сибири. В феврале 2012 года была приглашена научным сотрудником Института Гарримана в США.

## Награды
- Международная премия за свободу прессы Комитета защиты журналистов (2010)[14]

## Личная жизнь
Супруг — Абдулхалим Абдулкаримов, уроженец Цумадинского района Дагестана. В 2006 году он был осуждён на 13 лет лишения свободы по обвинению в незаконном обороте оружия, покушение на убийство и разбой. За незаконное привлечение его к уголовной ответственности по делу о теракте в Каспийске, Абдулкаримов подал иск о компенсации морального и материального ущерба, который Советский суд Махачкалы удовлетворил частично, присудив компенсацию в размере 100 тысяч рублей. Отбыв срок наказания, Абдулкаримов переехал на Украину, где просил миграционную службу предоставить ему убежище. Власти Украины признали Абдулкаримова «представляющим угрозу национальной безопасности» и депортировали его в Грузию. До этого он безуспешно пытался выехать в Турцию и Белоруссию. По словам же самого Абдулхалима, его из Украины вынудила уехать местная крымскотатарская диаспора за то, что он не поддержал войну против Донбасса.
Позже он был проповедником в мечетях муфтията РД и вёл миссионерскую активность в Хасавюртовском районе. Осенью 2023 года разругался с муфтиятом, выразив не согласие с оценкой войны в Палестине, когда муфтият призвал не торопиться с выводами и не стал издавать "фетву" о джихаде. 27 октября 2023 года умер от инфаркта после проведения последнего эфира в ютуб канале "Минбар в Дагестане".